# Alfred Cowles
Alfred Cowles III (Chicago, 15 de septiembre de 1891-Lake Forest, 28 de diciembre de 1984) fue un economista, hombre de negocios y fundador de la Comisión Cowles para la Investigación en Economía, un influyente instituto de investigación que hizo avanzar el campo de la econometría en el siglo XX.: vii  Cuando estableció la Comisión Cowles en 1932, tenía la intención de hacer de la economía más una «ciencia» mediante la recopilación de datos y la aplicación de técnicas matemáticas y estadísticas modernas. Aunque compartía el mismo nombre que su padre y su abuelo, quienes habían estado involucrados con la Chicago Tribune Company, prefería ser conocido simplemente como Alfred Cowles.

## Primeros años y educación
Nacido el 15 de septiembre de 1891, los miembros de la familia de Alfred lo llamaban «Bob».: 185  Era nieto de Alfred Cowles Sr., quien se desempeñó como contable y luego secretario-tesorero del Chicago Tribune. Su padre, Alfred Cowles Jr., fue director de la Chicago Tribune Company durante 48 años. Su madre, Elizabeth Cheney Cowles, murió de una enfermedad pulmonar en 1898, dejando a Bob y sus tres hermanos menores al cuidado de su padre.: 185–186 
Al igual que su padre y su tío, Alfred Cowles III asistió a la Universidad Yale, donde fue miembro de Skull & Bones. Se graduó en Yale en 1913. Fue autodidacta en el campo emergente de la estadística moderna en la década de 1920.: 189 

## Carrera
Después de graduarse, Cowles se mudó a Spokane, Washington, para trabajar como reportero para The Spokesman-Review y aprender sobre el negocio de los periódicos gracias a su tío, William Hutchinson Cowles. En 1914 contrajo fiebre tifoidea. Al recuperarse, se mudó a Chicago y formó Alfred Cowles Railroad, una firma de inversión que compraba y vendía pequeñas empresas ferroviarias. Sin embargo, a los dos años de comenzar, contrajo tuberculosis e ingresó al Sanatorio Cragmor en Colorado Springs, Colorado, durante un año.
Cowles se convirtió en el director de su propia empresa de inversiones en Colorado Springs, pero se retiró de los mercados financieros antes del crac del 29.: 187–188  A raíz de la caída del mercado de valores, se volvió cada vez más escéptico ante las recomendaciones de los asesores de inversiones. En 1931, cerró su propio boletín de previsiones de mercado, publicado por Cowles and Company, y les dijo a sus suscriptores que se había dado cuenta de que no sabía lo suficiente para predecir lo que sucedería en la economía y en el mercado de valores, y que realizaría más investigaciones antes de reanudar sus previsiones.
En 1932, Cowles estaba convencido de que todo el campo era defectuoso y que había muy poca comprensión sobre cómo hacer predicciones económicas. Comenzó un proyecto para analizar la eficacia de los boletines informativos de asesoramiento sobre inversiones, para determinar cómo se comparaban con el rendimiento real del mercado de valores. El bioquímico holandés Charles H. Boissevain, su amigo y director de la Fundación de Colorado para la Investigación de la Tuberculosis, le aconsejó que el análisis de correlación múltiple podría aplicarse a la investigación económica y le recomendó que hablara con Harold T. Davis, un matemático de la Universidad de Indiana, quien pasaba sus veranos en Colorado Springs y miembro de la incipiente Sociedad Econométrica. Cowles llamó a Davis para preguntarle si era posible calcular un coeficiente de correlación en un problema que involucraba 24 variables. Davis sugirió que los cálculos podrían realizarse con máquinas de tarjetas perforadas Hollerith, desarrolladas por una empresa que más tarde se convertiría en International Business Machines (IBM). Cowles adquirió una computadora Hollerith y trabajó con Davis en el problema. Cuando resultó que las máquinas no eran adecuadas para la tarea, Cowles decidió realizar una serie de regresiones lineales para probar la hipótesis de que los analistas de mercado que utilizaban las técnicas de estimación actuales no podían superar las conjeturas aleatorias.
Cowles fundó la Comisión Cowles para la Investigación en Economía en 1932. Sus oficinas originales estaban en el Mining Exchange Building en Colorado Springs. Animado por Davis, Cowles escribió al economista de Yale, Irving Fisher, para ofrecerle financiación para la Sociedad Econométrica y financiar una nueva revista académica, Econometrica, a cambio de la ayuda de Fisher para reunir un «grupo de expertos» de destacados académicos para trabajar con la Comisión Cowles. Además de Harold T. Davis, la orientación metodológica en los primeros años estuvo a cargo del matemático actuarial James Glover de la Universidad de Míchigan y Thornton Fry de los Laboratorios Bell.: 192  La revista Econometrica debutó en 1933, con Cowles como director de circulación y tesorero de la Econometric Society. La Comisión ofreció clases a través de Colorado College y celebró conferencias a las que asistieron investigadores de todo el mundo.
En 1939, tanto Cowles como la Comisión Cowles se mudaron de Colorado Springs a Chicago, en parte para acercar la Comisión al departamento de economía de la Universidad de Chicago.: 196  La monografía más famosa de la Comisión Cowles fue sobre los efectos de la energía atómica en la economía, que se publicó en 1950.
En 1955, la comisión se trasladó a Yale y pasó a ser conocida como la Fundación Cowles.: 197 

## Membresías de la junta
Cowles era director del Instituto Webb-Waring de Investigación Médica, que se centraba en la investigación de la tuberculosis.: 189  Su primer artículo académico fue publicado en el Journal of the American Statistical Association, en el que demostró que el clima era un determinante importante de la muerte por tuberculosis en los Estados Unidos.
Fue miembro y tesorero de la Econometric Society.

## Vida personal y muerte
En 1916, Cowles se mudó con su tía Sarah Cowles Stewart y su esposo Philip Stewart, en su casa en Millionaire's Row en Colorado Springs.: 186–187  Estuvo radicado en Colorado Springs durante 20 años, aunque también pasó algunos años en Chicago.
Cowles se casó con Betsy Strong, estudiante de Vassar College y amiga de su prima Laura Cheney, en 1924.: 187  En 1925 adoptaron un hijo y en 1928 adoptaron una hija. Con once años de diferencia, Bob y Betsy lucharon por encontrar intereses comunes y finalmente se divorciaron en 1939.: 188  Se volvió a casar el 24 de octubre de 1949 con Louise Lamb Phelps.
Cowles murió a la edad de 93 años el 28 de diciembre de 1984 en Lake Forest, Illinois.

## Obras selectas
- Cowles, Alfred (1944). «Stock Market Forecasting». Econometrica 12 (3–4): 206-214. doi:10.2307/1905433.
- Cowles, Alfred (1960). «A Revision of Previous Conclusions Regarding Stock Price Behavior». Econometrica (en inglés) 28 (4): 909-915. doi:10.2307/1907573.

## Lectura adicional
- Read, Colin (2016). The Econometricians. Palgrave Macmillan. pp. 199-200. ISBN 9781137341365. doi:10.1057/978-1-137-34137-2_22.